# Tower Heist - Colpo ad alto livello
(Tag-line del film.)
Tower Heist - Colpo ad alto livello (Tower Heist) è un film del 2011 diretto da Brett Ratner e con protagonisti Ben Stiller e Eddie Murphy.

## Trama
Josh Kovacs è il direttore della "Torre", un lussuoso grattacielo di New York, e gioca a scacchi online con il multimiliardario Arthur Shaw, inquilino della Torre; quando questo viene arrestato e costretto agli arresti domiciliari, Josh scopre che il suo fondo pensione e quello di tutti i dipendenti della Torre è sparito: Shaw si rivela, quindi, un pericolosissimo truffatore. Dopo che il portiere Lester, sconvolto per la truffa di Shaw tenta il suicidio, Josh, il suo vice nonché cognato Charlie Gibbs e il lift Enrique Dev'Reaux si intrufolano nell'attico di Shaw e Josh danneggia con una mazza da golf la Ferrari storica (usata da Steve McQueen) che tiene in esposizione nell'attico, perdendo per questo il lavoro.
Dopo aver avuto un appuntamento con l'agente dell'FBI Gertie Fiansen, che lo ammira per aver danneggiato l'auto di Shaw, Josh scopre che l'FBI non ha niente per incastrare Shaw, per cui probabilmente lo rilasceranno e anche se così non fosse a prendere il ricavato delle vendite delle proprietà di Shaw saranno i pezzi grossi. Perciò Josh decide di abbattere un misterioso muro nell'appartamento di Shaw, credendo ci sia una cassaforte contenente almeno venti milioni di dollari: il muro, infatti, è l'unico rimasto dopo l'abbattimento di altri muri allo scopo di creare un enorme salotto e Josh ha scoperto che non è un muro portante da conservare per evitare il crollo della Torre. Poco dopo trova delle ricevute sui lavori fatti nell'appartamento di Shaw e ciò fa aumentare molto la probabilità che nel muro sia presente la cassaforte. Josh raduna così Charlie, Enrique e un inquilino sfrattato per debiti dalla Torre, Chase Fitzhugh. Costoro sono impreparati a compiere furti, cosicché decidono di far entrare in società anche Slide, il vicino di casa di Josh in precedenza arrestato per furto. Dopo un iniziale addestramento al mondo dei furti e l'inizio della pianificazione del colpo, il già titubante Charlie, per un fondato timore della potenza di Shaw che gli permetterebbe facilmente di farla franca oltre al fatto che la moglie è incinta, decide di abbandonare l'operazione, venendo assunto come nuovo manager alla Torre; il gruppo non si arrende e decide di rimpiazzarlo con la donna delle pulizie Odessa Montero, abile a scassinare qualsiasi tipo di cassaforte o serratura e quindi anche ad abbattere un muro che può nascondere una cassaforte. Dopo aver iniziato una relazione con Gertie, Josh riesce a spostare la data dell'udienza di Shaw e decide di far partire l'operazione; Slide tuttavia, che sotto sotto aspira alla posizione economica di Shaw, sfrutta gli insegnamenti di Odessa per tradire il gruppo facendo il colpo per conto suo. Entrati nell'attico con un complesso piano, il gruppo di Josh ha un breve scontro con Slide, che ha la peggio grazie all'intervento di Odessa. Aperta comunque la cassaforte, scoprono questa è vuota e nel breve scontro che si crea tra Slide e Chase, parte  un colpo dalla pistola del primo che va a colpire il cofano dell'auto di Shaw; rimuovendo la vernice, il gruppo scopre che la vettura non è la Ferrari rossa appartenuta a Steve McQueen ma un'analoga falsa, fatta tutta d'oro (con un valore stimato da parte di Chase di 45 milioni di dollari): ecco svelato il modo con cui Shaw aveva fatto sparire il fondo di Josh e degli altri membri del personale di servizio della Torre.
A questo punto il gruppo, a cui decidono di aggiungersi Slide e Charlie, decide di rubare l'auto calandola dalla finestra fino all'ex-appartamento di Chase, ora in ristrutturazione, per poi posizionarla sopra l'ascensore: l'impresa riesce e Josh, nel portaoggetti dell'auto, trova un'agenda che riporta tutti gli illeciti di Shaw.
Intanto, Shaw, Gertie e altri agenti dell'FBI tra cui Claire Denham, giungono alla Torre scoprendo il furto dell'auto ma anche la cassaforte vuota, mai dichiarata da Shaw: gli agenti arrestano quest'ultimo e si mettono all'inseguimento di Lester che, rubato un camion in cui gli agenti pensano sia stata caricata l'auto, semina il panico per New York; tutto ciò si rivela un diversivo perché il vano bagagli del camion è vuoto, ma Lester è comunque trattenuto dagli agenti. Nel frattempo anche Josh, Charlie, Enrique, Chase e Odessa vengono arrestati e caricati sullo stesso furgone che trasporta Shaw alla centrale di polizia; quando Josh rivela al magnate di aver trovato la sua agenda con scritti all'interno tutti i suoi atti illeciti, quest'ultimo tenta di corrompere senza successo i cinque, promettendo di pagare loro in contanti una somma pari a dieci volte il valore dell'auto.
Grazie all'agenda trovata da Josh nel porta-oggetti della Ferrari e da lui consegnata alla sua collega della Torre Olga Ivenko, scelta come suo avvocato difensore, Shaw viene condannato all'ergastolo, mentre Josh patteggia due anni di galera per furto d'auto ed ottiene il rilascio immediato di Lester, Charlie, Enrique, Chase e Odessa. 
Quest'ultimi tre, dopo il loro rilascio e con la complicità di Slide, recuperano l'auto nascosta dentro alla piscina sul tetto della Torre e decidono di spedire via posta i vari pezzi d'oro che compongono il veicolo a tutti i dipendenti della Torre truffati da Shaw.

## Produzione
Il film è stato girato interamente nella città di New York, tra il novembre 2010 e il gennaio 2011. Gli esterni del film sono stati girati presso la Trump Tower e nel Queens, mentre la maggior parte degli interni sono stati girati con la tecnologia del chroma key ai Cinemagic Riverfront Studios di Brooklyn.

## Distribuzione
Il primo trailer ufficiale è stato distribuito online da Yahoo! Movies il 28 luglio 2011. Il 30 settembre 2011 Tiscali ha distribuito online il primo trailer in italiano, mentre il 6 ottobre è stato messo online su Apple.com il secondo trailer ufficiale.
Il film è stato distribuito nelle sale statunitensi il 4 novembre 2011, mentre in Italia è uscito nei cinema a partire dal 25 novembre dello stesso anno.

### Edizione italiana
Il doppiaggio italiano del film è stato eseguito dalla CDC Sefit Group ed è a cura di Simone Mori. Tower Heist è il primo film in cui Eddie Murphy non è doppiato da Tonino Accolla, sostituito in questa occasione da Sandro Acerbo.

## Accoglienza

### Incassi
Il film ha incassato in tutto il mondo un totale di 152.930.623 dollari. In Italia ha incassato nel primo weekend di proiezione 597041 €, mentre in totale ha raggiunto 1637173 €.

### Critica
Il film è stato accolto in maniera mista dalla critica. Sull'aggregatore di recensioni Rotten Tomatoes ha ottenuto il 67% dei giudizi professionali positivi, con un voto medio di 6,2 su 10 basato su 201 recensioni, mentre su Metacritic ha un punteggio di 59 su 100 basato su 39 recensioni.